# Jaime Riveros
Jaime Riveros (Quinta de Tilcoco, 27 de novembro de 1970) é um ex-futebolista chileno que atuava como atacante.

## Carreira
Jaime Riveros integrou a Seleção Chilena de Futebol na Copa América de 1997.